# Verwaltungsgemeinschaft Allstedt-Kaltenborn
In de voormalige Verwaltungsgemeinschaft Allstedt-Kaltenborn, gelegen in het district Mansfeld-Südharz, werkten veertien gemeenten gezamenlijk aan de afwikkeling van hun gemeentelijke taken. Ze bleven juridisch echter onafhankelijk. Het zijn dus geen deelgemeenten naar de Nederlandse of Belgische betekenis van de term deelgemeente.

## Deelnemende gemeenten
Deelnemende gemeenten met Ortsteile waren:
- Stad Allstedt
- Beyernaumburg
- Blankenheim tot 14 juni 2009
- Emseloh
- Holdenstedt
- Katharinenrieth
- Liedersdorf
- Mittelhausen met Einsdorf
- Niederröblingen (Helme)
- Nienstedt met Einzingen
- Pölsfeld, vanaf 3 juli 2005
- Riestedt, tot 1 december 2005
- Sotterhausen
- Winkel
- Wolferstedt met Klosternaundorf

## Geschiedenis
De Verwaltungsgemeinschaft ontstond op 1 januari 2005 door de samenvoeging van de Verwaltungsgemeinschaft Allstedt met de Verwaltungsgemeinschaft Kaltenborn. De gemeente Pölsfeld is op 3 juli 2005 overgekomen van de Verwaltungsgemeinschaft Sangerhausen. De gemeente Riestedt is op 1 december 2005 geannexeerd door de stad Sangerhausen en heeft daarmee de Verwaltungsgemeinschaft verlaten. Op 15 juni 2009 is de gemeente Blankenheim overgegaan naar de Verwaltungsgemeinschaft Mansfelder Grund-Helbra
Op 1 januari 2010 werd de Verwaltungsgemeinschaft opgeheven. De gemeenten zijn met uitzondering van Winkel geannexeerd door de stad Allstedt. Winkel is vooralsnog een zelfstandige gemeente die mede door de stad Allstedt wordt bestuurd.